# Laguna El Cepo
La laguna El Cepo es un cuerpo de agua superficial ubicado sobre la quebrada El Cepo en la Región de Coquimbo. La quebrada es afluente y emisario a la vez y desemboca en el río Claro (Elqui) afluente del río Cochiguaz que es a su vez tributario del río Elqui.

## Historia
Luis Risopatrón escribió en Diccionario Jeográfico de Chile sobre la quebrada:
Cepo (Quebrada del) 30° 15' 70° 17’. Es de corta estension, tiene una laguna en su parte inferior, corre hacia el SW i desemboca en la márjen E de la del Cochiguas, entre La Embarrada i El Corral de Muñoz. 118, p. 166 i 170; 134; i 156.